# Isla Blanca (Santa Cruz)
La isla Blanca es una pequeña isla ubicada en el Departamento Deseado en la costa centro-norte de la Provincia de Santa Cruz (Argentina). Su ubicación geográfica es a 22 kilómetros al sur de la ciudad de Puerto Deseado, y a aproximadamente 300 metros de la costa continental. Se encuentra en el extremo norte de la bahía del Oso Marino, y constituye un grupo de islas de dicha bahía junto con la isla Pingüino, Chata y Castillo. Sus dimensiones aproximadas son 400 metros en sentido este-oeste por 150 metros en sentido norte-sur.
Se trata de una isla rocosa que presenta restingas en sus costas y una pequeña cubierta sedimentaria. Se caracteriza por la existencia de una colonia no repoductiva de lobo marino de un pelo (Otaria flavescens).
A partir de una colonia reproductiva de cormorán imperial (Phalacrocorax atriceps) en la isla Blanca se han generado acumulaciones de guano las cuales han sido explotadas comercialmente durante la década de 1950. Hoy en día esta isla, junto con las islas Pingüino, Blanca y Castillo y la costa de bahía del Oso Marino constituyen una reserva Provincial a partir de la promulgación de la Ley 2274 del año 1992.